# Aimé Fritz
Aimé Lucien G. Fritz (23 de abril de 1884 — 28 de janeiro de 1950) foi um ciclista olímpico estadunidense. Representou os Estados Unidos nos Jogos Olímpicos de Verão de 1960.